# Alma Löv Museum

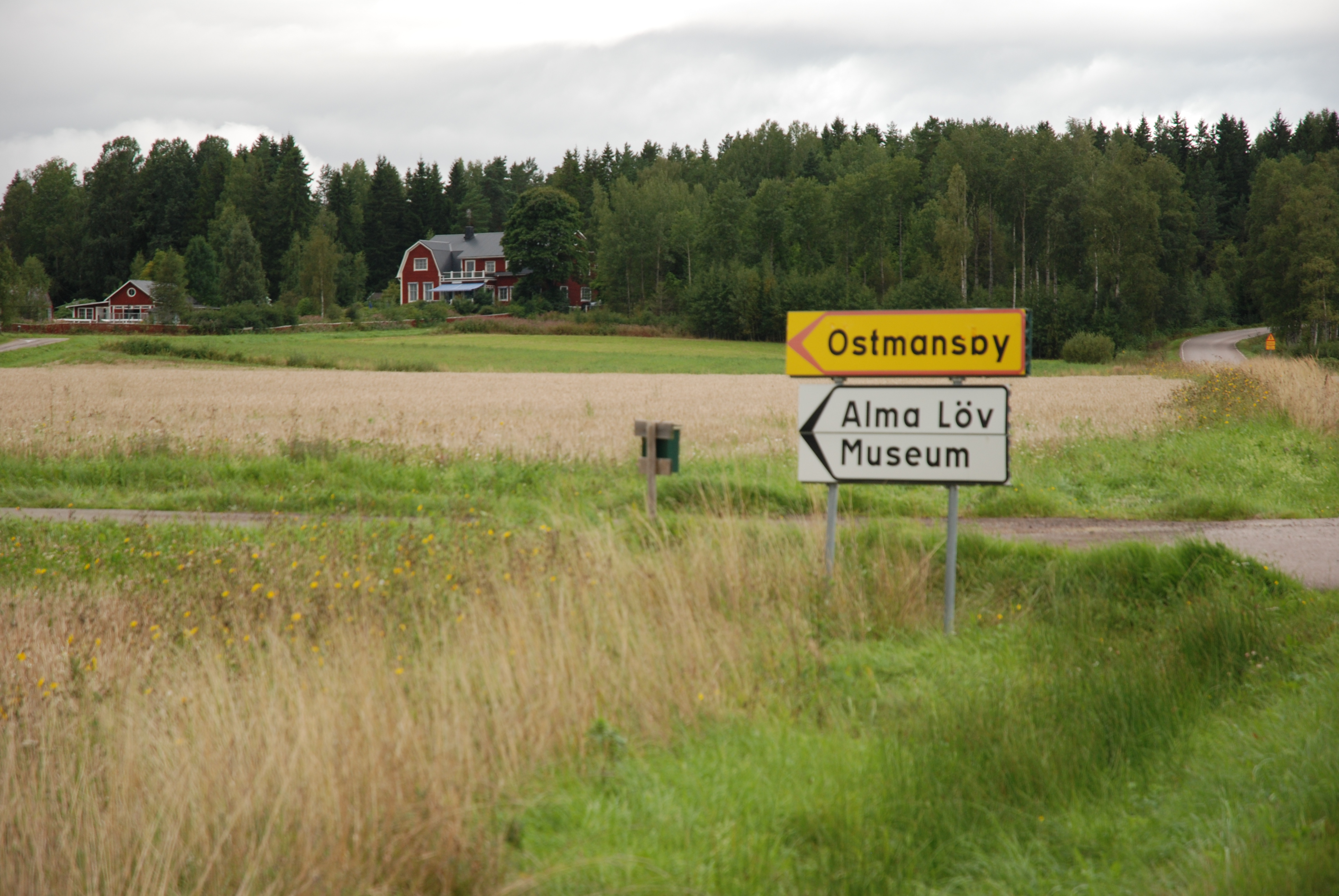
Tidigare Smedsby skola med Alma Löv Museum i Östra Ämtervik

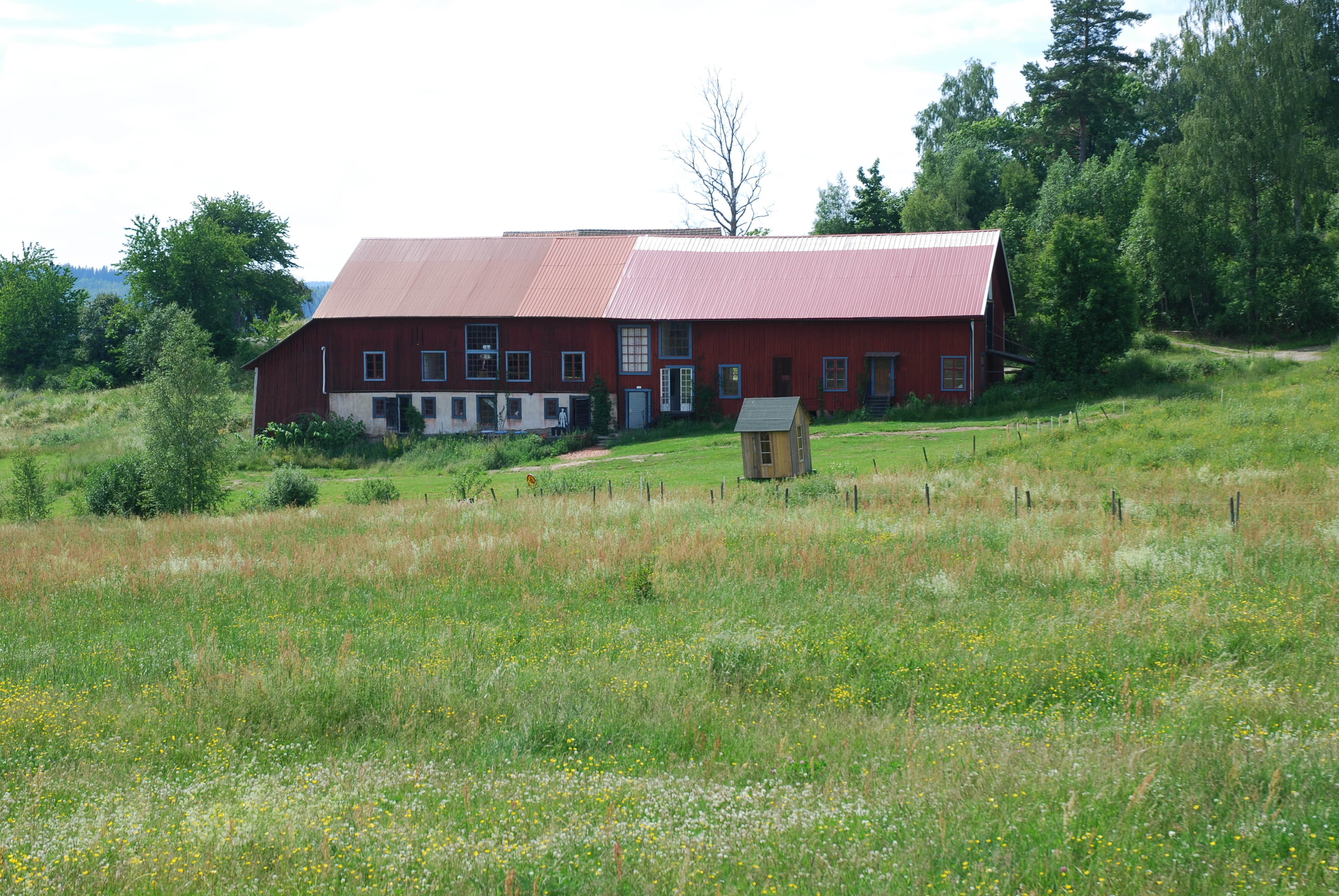
Paleis Oranjestraat på Alma Löv Museum

Alma Löv Museum är ett konstprojekt och en konstgård i Sunne kommun i Värmland.

## Historia

### Starten 1998 till nedläggningen 2010
Alma Löv Museum of Unexp. Art ligger vid sjön Mellan-Fryken, fyra km söder om Östra Ämtervik. Vid Smedsby gamla skola har sommartid under några år visats samtida konst i sexton mindre paviljonger och utställningslokalen Paleis Oranjestraat, en ombyggd ladugård och loge. Verksamheten hade sitt ursprung i ett projekt för kulturhuvudstadsåret 1998 och startades av konstnärerna Karin Broos och Marc Broos. Alma Löv som namn var sammanbindande länk för det första konstprojektet 1998, Alma the girl. Namnet kommer från torparhustrun och sexbarnsmamman Alma Löv, född Alma Elvira Andrina Grönros, som levde på Åland. Marc Broos hade lovat Önningebymuseets ledare att döpa ett "museiprojekt" efter Alma Löv, efter det att gatunamnsförslaget Alma Lövs väg inte godkänts.
Alma Löv Museum lades ned 2010

### Sedan nyinvigningen 2014
Museet nyinvigdes 2014. Alma Löv Museum CIA Center for Interactual Art drivs sedan 2014 av Stella Broos.
Vid museet erbjuds sedan 2015 även en yrkeshögskoleutbildning i manusörfattande om 300 YH-poäng. Utbildningen går under namnet Alma manusutbildning. Utbildningen bedrevs före 2015 vid Broby grafiska.